# Scytodes bertheloti
Espèce
Scytodes bertheloti est une espèce d'araignées aranéomorphes de la famille des Scytodidae.

## Distribution
Cette espèce se rencontre de la mer Méditerranée au Turkménistan.

## Description
Les mâles mesurent de 3,14 à 3,21 mm et les femelles de 6,4 à 7 mm.

## Publication originale
- Lucas, 1838 : Arachnides, Myriapodes et Thysanoures. Histoire naturelle des îles Canaries, vol. 2, no 2, p. 19-52.